# 科尔特广场

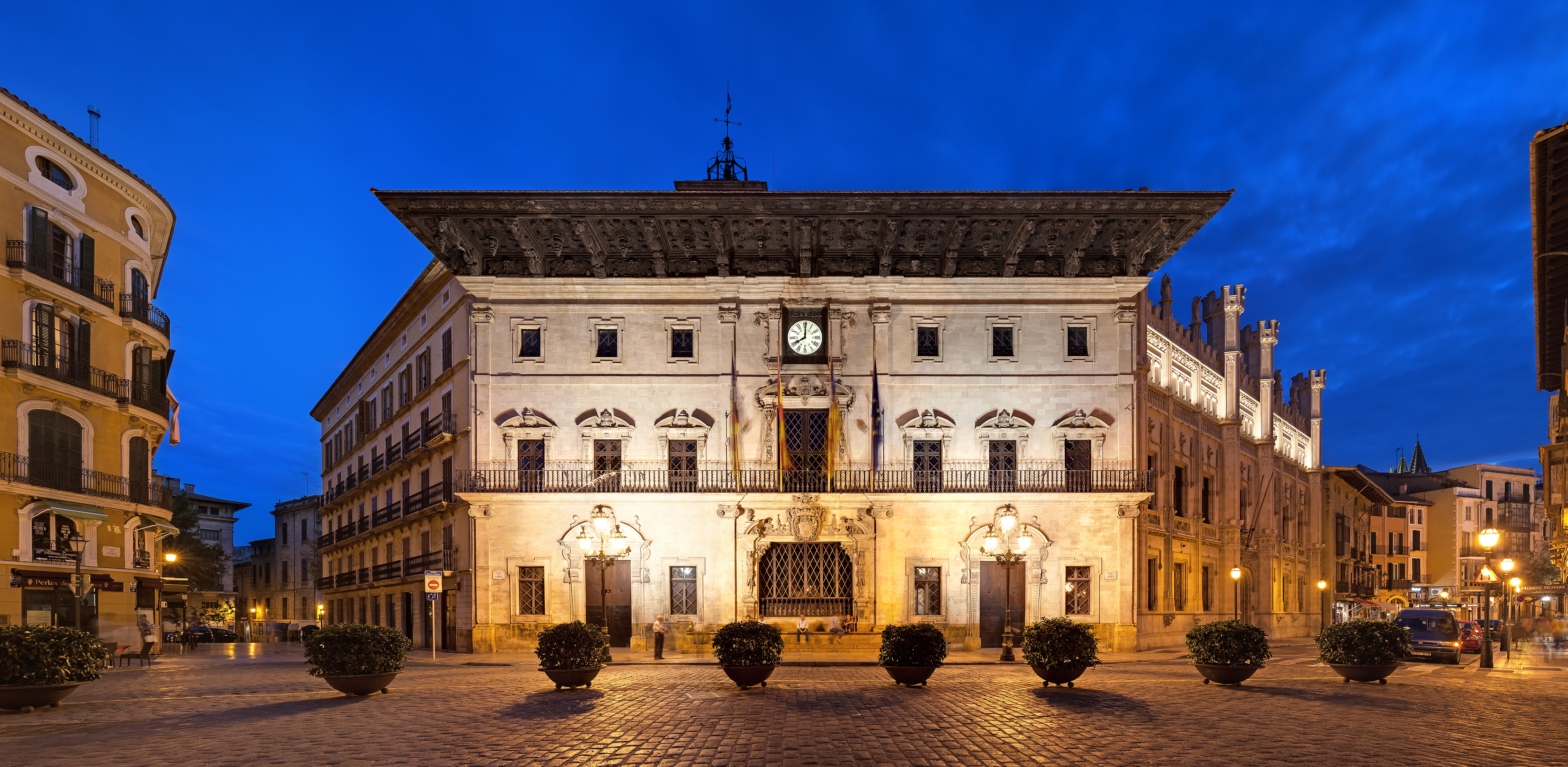
帕尔马市政厅

科尔特广场（加泰罗尼亚语：Plaça de Cort；西班牙语：Plaza de Cort）是西班牙巴利阿里群岛马略卡岛帕尔马市中心的一个广场，是帕尔马市政厅所在的地方。
广场周围相邻的街道广场包括哥伦布街（Calle Colón）、圣欧拉利亚广场（Plaça de Santa Eulàlia）和皇宫街（carrer del Palau Reial）。马略卡岛议会（Consell Insular de Mallorca）的总部。广场的名字来源于城市的法院（加泰罗尼亚语：Cort）。
1989年， 在广场中央，从波连萨移植来一棵巨大的橄榄树。 估计有600多年的历史，重约4吨。 

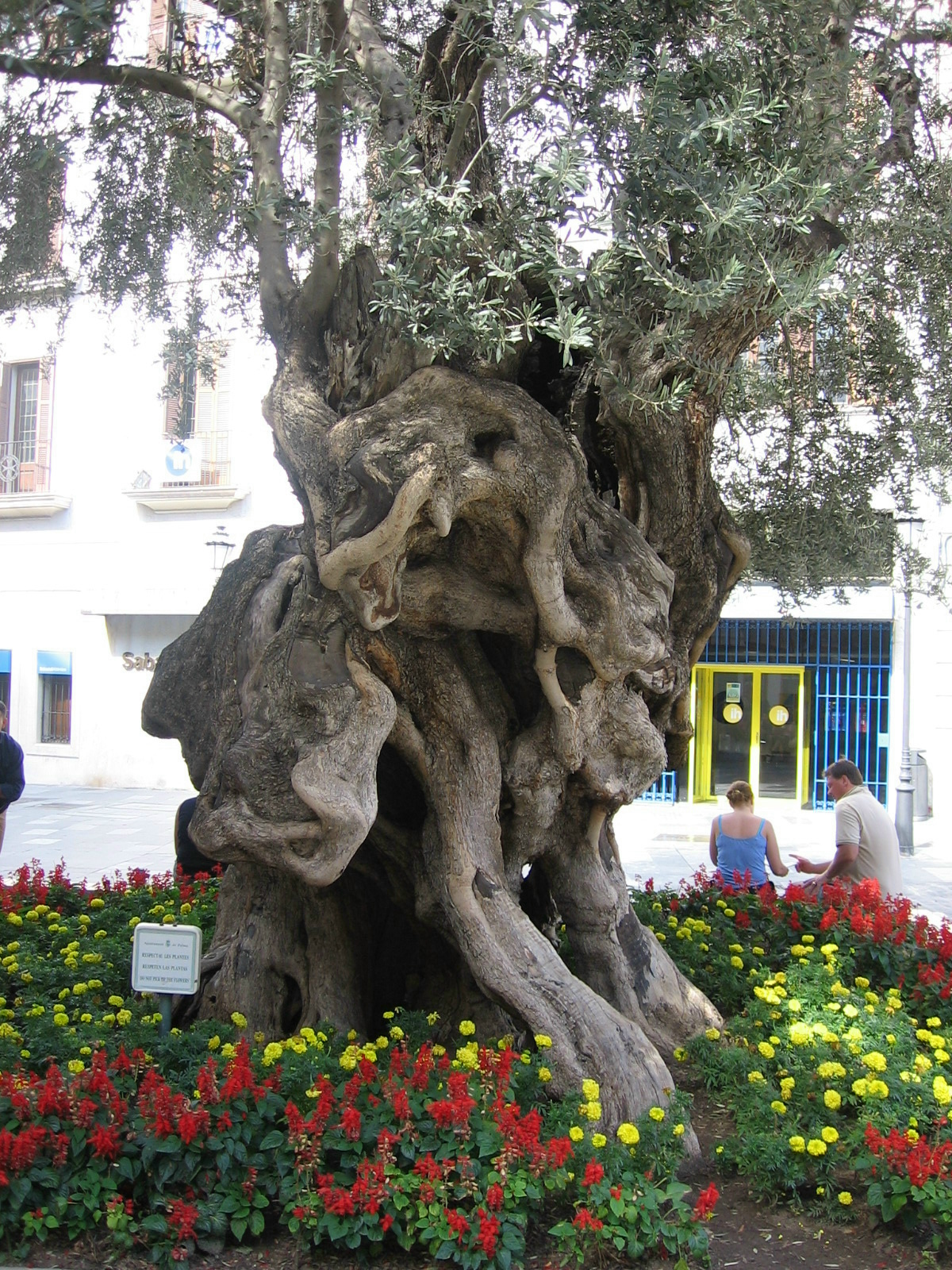
广场中心的百年橄榄树